# Moneta subspiniger
Espèce
Synonymes
- Octonoba xihua Barrion, Barrion-Dupo & Heong, 2013

Moneta subspiniger est une espèce d'araignées aranéomorphes de la famille des Theridiidae.

## Distribution
Cette espèce est endémique de Chine. Elle se rencontre au Hunan, au Guizhou et à Hainan.

## Description
La femelle holotype mesure 2,60 mm
Le mâle décrit par Mu, Liu et Chen en 2016 mesure 2,41 mm et la femelle 3,04 mm.

## Systématique et taxinomie
Cette espèce a été décrite par Zhu en 1998.
Octonoba xihua a été placée en synonymie par Lin, Wu, Cai, Li, Barrion et Heong en 2023.

## Publication originale
- Zhu, 1998 : Fauna Sinica: Arachnida: Araneae: Theridiidae. Science Press, Beijing, p. 1-436.